# Belisario Gache Pirán
Belisario Gache Pirán (Buenos Aires, 5 de enero de 1908 - 21 de mayo de 1960) fue un abogado y escribano argentino, que ejerció como ministro de Justicia e Instrucción Pública de su país durante la primera presidencia de Juan Domingo Perón.

## Biografía
Hijo de Belisario Martín Gache y Mercedes Pirán, estudió en la Facultad de Derecho de la Universidad de Buenos Aires, en la que se recibió de escribano en 1929, y de abogado en 1938. Fue secretario de un juzgado federal entre 1932 y 1942; luego fue procurador fiscal federal hasta el año 1944, en que fue nombrado juez del fuero federal.
Durante la dictadura iniciada en 1943 apoyó la medidas del coronel Juan Domingo Perón en favor de los sindicatos, ocasión en que conoció personalmente a Perón, con quien inició una amistad personal. Durante los hechos que condujeron a la manifestación del 17 de octubre de 1945, Perón pidió a su entonces novia, María Eva Duarte, que pidiera protección a Gache Pirán por si la Armada pretendía mantenerlo preso. Tras su victoria electoral al año siguiente, el presidente Perón lo nombró ministro de Justicia e Instrucción Pública.
En 1946 fue nombrado ministro de Justicia e Instrucción Pública de la Nación. Durante su gestión tuvo lugar el juicio a los ministros de la Corte Suprema de Justicia de la Nación, en el que no tuvo participación alguna. En lo que respecta a la política educativa, lo más notable fue la gran cantidad de obras públicas del período, y el ingente aumento de la matrícula escolar. También se fundó la Universidad Obrera, la actual Universidad Tecnológica Nacional. A partir de la reforma ministerial de 1949 fue Ministro de Justicia de la Nación, ocupando ese cargo hasta el año 1952.
Falleció en Buenos Aires en 1960, y fue sepultado en el Cementerio de la Recoleta. Estaba casado con Ercilia Vidal Alcobendas, con quien tuvo cuatro hijos.